# 跨立小剑水蚤
跨立小剑水蚤（学名：Microcyclops varicans）为剑水蚤科小剑水蚤属的动物。分布于印度、斯里兰卡、日本、俄罗斯、英国、法国、德国、挪威、瑞典、瑞士、波兰、罗马尼亚、非洲、澳大利亚、新西兰、美洲以及中国大陆的除西藏、青海、新疆外其余各省区均有分布等地，常见于小型水域及流速缓慢的河流中。